# Vergeet-mij-nietje
Het geslacht vergeet-mij-nietje (Myosotis) telt enkele tientallen soorten. De naam Myosotis komt van het Grieks en betekent muis-oortje (mus - otis). Vergeet-mij-nietjes komen voor in Europa, Azië, Afrika en Australië.
In Nederland en België komen de volgende soorten voor:
- Akkervergeet-mij-nietje (Myosotis arvensis)
- Veelkleurig vergeet-mij-nietje (Myosotis discolor)
- Zompvergeet-mij-nietje (Myosotis laxa subsp. cespitosa)
- Ruw vergeet-mij-nietje (Myosotis ramosissima)
- Moerasvergeet-mij-nietje (Myosotis scorpioides subsp. scorpioides)
- Weidevergeet-mij-nietje (Myosotis scorpioides subsp. nemorosa)
- Stijf vergeet-mij-nietje (Myosotis stricta)
- Bosvergeet-mij-nietje (Myosotis sylvatica)

Het stijf vergeet-mij-nietje (Myosotis stricta), dat in Nederland zeldzaam is en zeer sterk afneemt, staat op de Nederlandse Rode Lijst van 2000.

## Mythe
In de Middeleeuwen was eens een ridder met zijn geliefde langs een rivier aan het wandelen. Bij het plukken van een bosje bloemen viel hij door het gewicht van zijn harnas in het water. Terwijl hij verdronk gooide hij het bosje bloemen naar zijn geliefde en riep "Vergeet mij niet". Deze bloem is verbonden met romantiek en tragiek en werd vaak door vrouwen gedragen als teken van trouw en oneindige liefde.
Volgens een Griekse legende gaf God bij de schepping aan alle planten een naam. Toen hij dacht klaar te zijn riep een klein blauw bloempje: "Oh Heer, vergeet mij niet!". "Zo zul je heten" zei de Heer toen.
Ook in veel andere talen hebben soorten van dit geslacht deze naam, zoals: Duits Vergiss-mein-nicht, Engels forget-me-not, Frans ne-m'oubliez-pas, Spaans no-me-olvides, Italiaans non-ti-scordar-di-mé, Pools niezapominajki, Hongaars nefelejcs, Chinees 勿忘草 (wùwàngwǒ).

## Symboliek

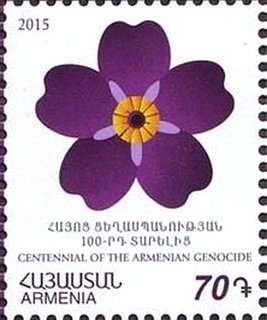
Vergeet-me-nietje als symbool voor de Armeense genocide.

De bloem staat symbool voor (tedere) herinneringen:
- als symbool voor herinneringen aan geliefden, en voor afscheid in de liefde
- de bloem staat centraal in het Belgische herdenkingsmonument "Bloemen tegen het vergeten". Alzheimer Nederland gebruikt het vergeet-me-nietje als symbool. In sommige landen staat het vergeet-mij-nietje ook symbool voor de grootouderdag.
- in Duitsland was het vergeet-mij-nietje was een symbool van de vrijmetselarij, met name tijdens het nationaalsocialisme, maar ook nadien.
- eveneens in Duitsland staat het vergeet-mij-nietje in gestileerde vorm symbool voor de Duitse oorlogsslachtoffers van de Eerste Wereldoorlog.
- Armeniërs gebruiken het vergeet-mij-nietje om de slachtoffers van de Armeense genocide te herdenken.[2]